# Edwin Lord Weeks

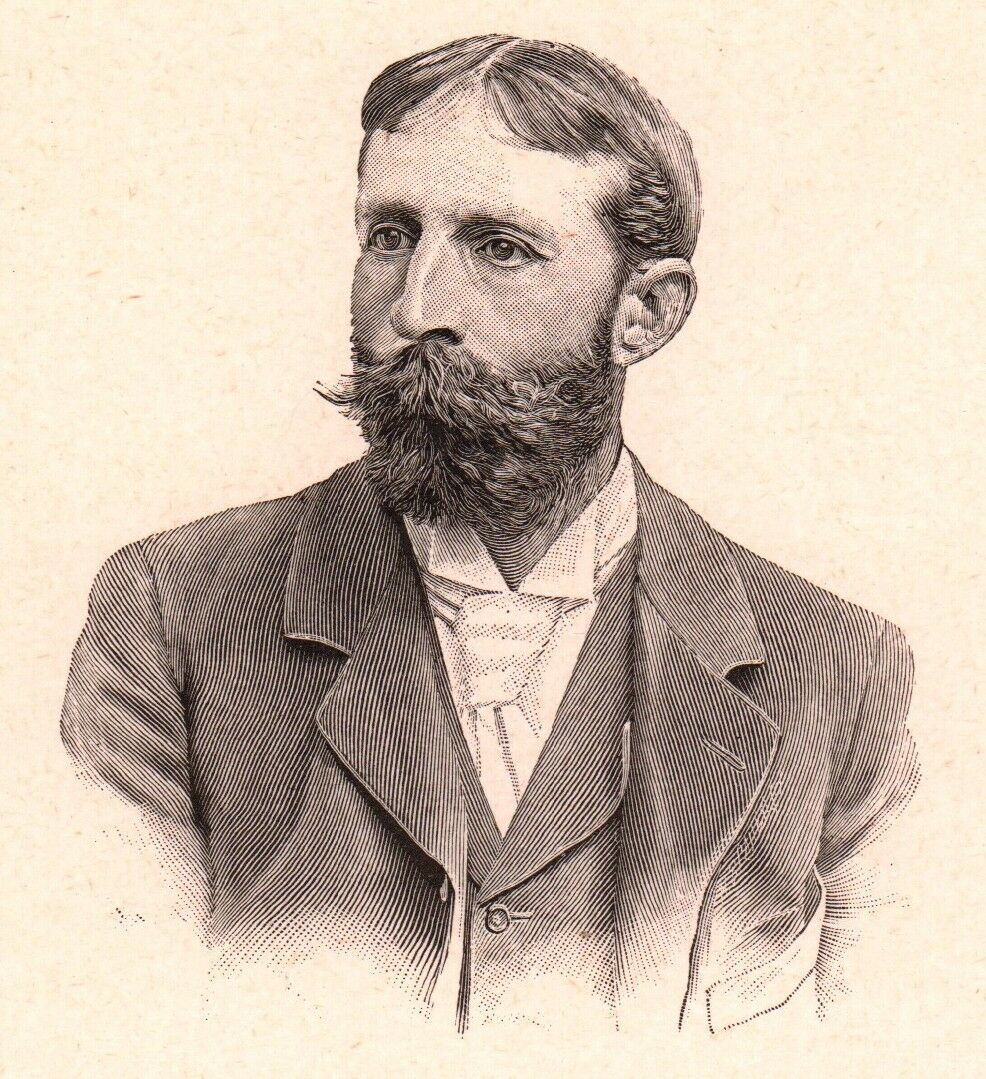
Edwin Lord Weeks, ok. 1903

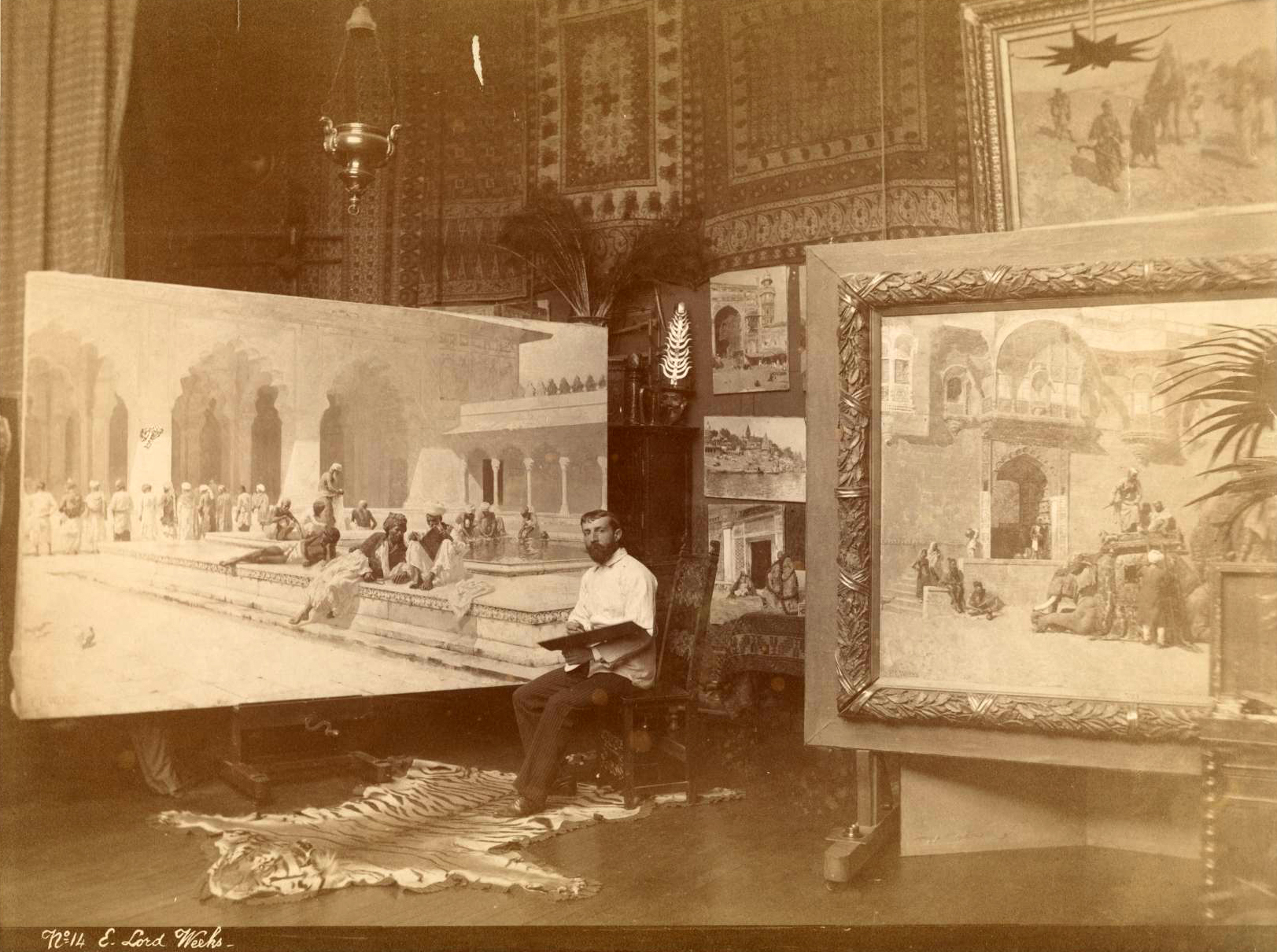
Edwin Lord Weeks.

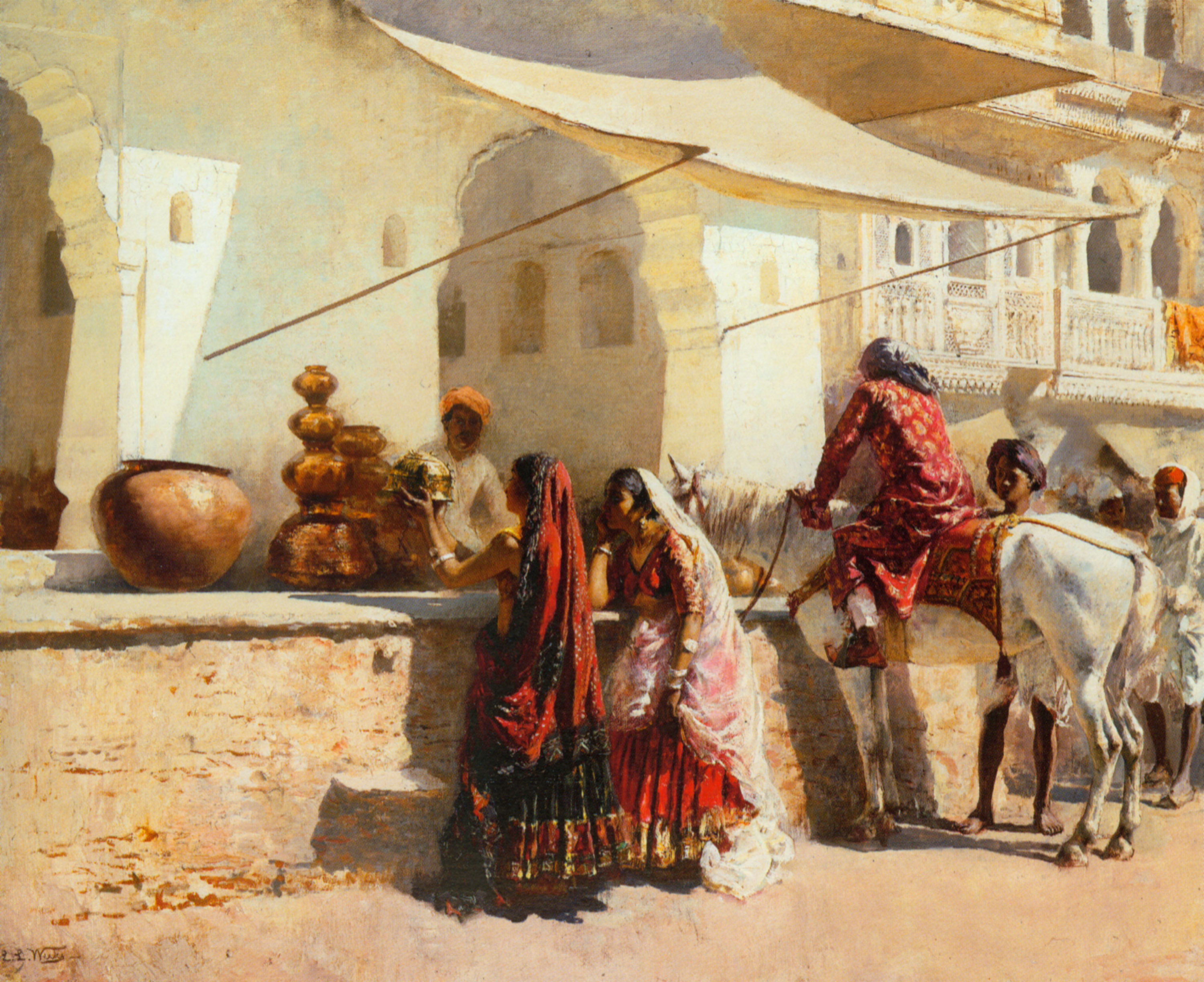
Handel na ulicy w Indiach, 1887

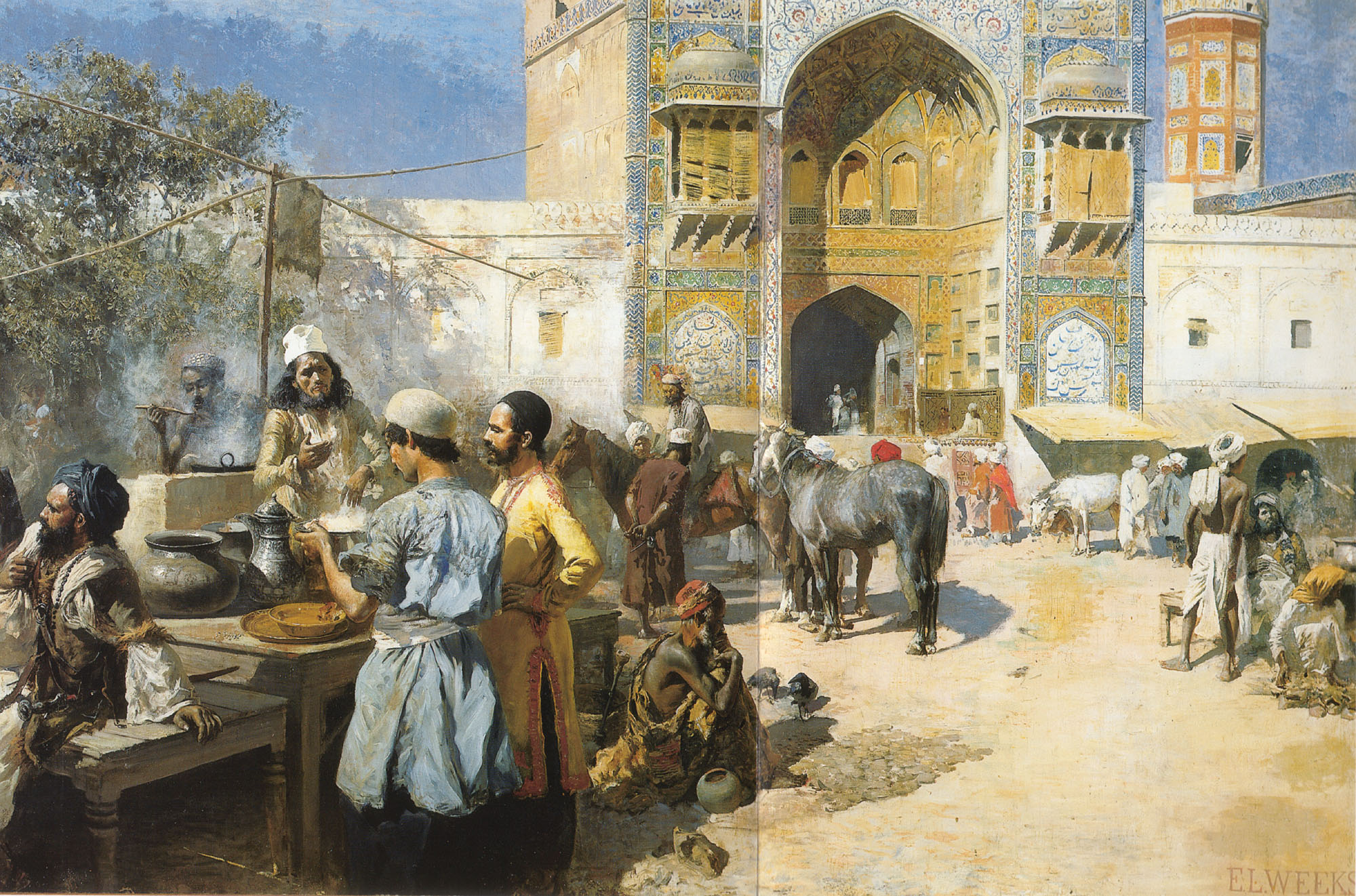
Przed jadłodajnią w Lahaur, ok. 1889

Edwin Lord Weeks (ur. 1849 w Bostonie, zm. 17 listopada 1903) – amerykański malarz i ilustrator, pisarz i podróżnik.
Urodził się w zamożnej, kupieckiej rodzinie w Bostonie, studiował malarstwo w Paryżu, jego nauczycielami byli Léon Bonnat i Jean-Léon Gérôme. Po zakończeniu nauki osiadł na stałe w Paryżu, wiele podróżował, odwiedził m.in. Maroko, Egipt, Persję, Pakistan i Indie.
Posługiwał się techniką olejną, malował realistyczne obrazy o tematyce orientalnej. Jego prace odznaczają się dbałością o szczegóły i żywą kolorystyką, obecnie mają wartość historyczną, gdyż często przedstawiają nieistniejące budowle oraz zapomniane obrzędy i uroczystości na dworach indyjskich książąt.
Edwin Lord Weeks wystawiał głównie w paryskim Salonie, złote medale zdobywał na wystawach w Berlinie (1891), Dreźnie i Monachium (oba w 1887). Był odznaczony Legią Honorową V klasy i Orderem Świętego Michała.
Artysta napisał i zilustrował dwie książki opisujące jego podróże: From the Black Sea through Persia and India w 1895 oraz Episodes of Mountaineering w 1897. Zmarł przedwcześnie, prawdopodobnie z powodu nieznanej, tropikalnej choroby, którą zaraził się w czasie podróży. Jego prace znajdują się w kolekcjach francuskich (Luwr, Musée d’Orsay) i amerykańskich (Metropolitan Museum of Art, Brooklyn Museum, The Walters Art Museum w Baltimore).